# Malukah
Джу́дит де лос Са́нтос (исп. Judith de los Santos; 5 июня 1982, Монтеррей), профессионально известная как Малу́ка (Malukah) — мексиканская певица и композитор, ставшая известной благодаря исполнению кавер-версий музыки к играм.

## Биография
Джудит де лос Сантос начала заниматься музыкой в детстве. Её любимыми исполнителями были The Beatles и Билли Джоэл. Свой первый любительский альбом All Of the Above' она выпустила в 2006 году ещё под своим настоящим именем — Judith de los Santos.
Вскоре после выхода компьютерной игры The Elder Scrolls V: Skyrim 29 ноября 2011 года Малука опубликовала на своём канале в YouTube собственную кавер-версию песни «Dragonborn Comes», прозвучавшей в игре. Ставшее вирусным, видео быстро распространилось в интернете, появившись на множестве игровых сайтов и набрав к сентябрю следующего года 8 миллионов просмотров. После этого последовали каверы на песни «Age of Aggression» (30 дек. 2011 г.), «Age of Oppression» (16 февр. 2012 г.) и «Tale of Tongues» (16 авг. 2012 г.) из той же игры.
В марте 2012 года совместно с ирландским исполнителем Miracle of Sound Малука записала песню «Legends of the Frost».
Летом того же года в рамках сотрудничества с Эдуардо Тарилонте, она исполняет песню «Through the Night» для игры Era — Medieval Legends. Автором песни стал Алекс Пфефер.
Весной 2013 года Малука была приглашена компанией Activision для записи двух песен — «Always Running» и «Where Are We Going?» на слова Кевина Шервуда и Джеймса МакКоули. Песни были использованы в официальных роликах к двум новым DLC для Call of Duty: Black Ops II — Vengeance и Uprising. Помимо этих роликов, в игре можно найти музыкальные пасхалки, где звучат эти песни.
Параллельно с Activision, Малука начала сотрудничество с ZeniMax Media. В рамках этого сотрудничества записала две песни — «Beauty of Dawn» и «Three Hearts As One» — для будущего проекта ZeniMax Online Studios — The Elder Scrolls Online. 10 марта 2013 года Малука после музыкального фестиваля South by Southwest присоединилась к туру TESO Food Truck.
В июне 2013 года Малука записала первую песню для игры Starbound.
1 сентября 2013 года Малука была приглашена на Глобальный Чемпионат по Halo 4 для исполнения песни «Frozen Sleep», которую она написала, вдохновившись игрой Halo 4.
11 февраля 2014 года вместе с Тейлор Дэвис и Питером Холленсом Малука участвовала в записи песни «Medley» на музыку композитора Остина Винтори для игры The Banner Saga.
13 июня 2014 года Малука, в качестве приглашённого гостя, приняла участие в музыкальной части международной игровой выставки E3 2014, где исполнила свой знаменитый кавер «Dragonborn Comes». Также она рассказала о своих недавних результатах работы в музыкальной сфере игровой индустрии.
30 октября 2019 она выпустила второй полноценный альбом I Follow the Moon.
Малука участвовала в записи дебютного альбома Doomsday немецкого композитора и продюсера Саши Дикиджия (также известного как Sonic Mayhem), вышедшего 17 июля 2015 года, где совместно исполнила композицию «Bleed Forever».
В процессе своей творческой деятельности Малука создала каверы на саундтреки к играм The Elder Scrolls V: Skyrim, Dragon Age: Origins, Guild Wars 2, телесериалу «Игра престолов», фильму «Хоббит».

## Дискография

### All of the Above (2006)
| №                   | Название                | Длительность |
| ------------------- | ----------------------- | ------------ |
| 1.                  | «Fairytale»             | 3:20         |
| 2.                  | «High»                  | 3:04         |
| 3.                  | «Happy»                 | 3:17         |
| 4.                  | «Everything»            | 3:17         |
| 5.                  | «I Can't Make It Rain»  | 4:00         |
| 6.                  | «Hesitation»            | 3:49         |
| 7.                  | «Covered In Red»        | 3:39         |
| 8.                  | «Fear Front»            | 4:29         |
| 9.                  | «Homesick Insomniac»    | 3:41         |
| 10.                 | «Run (+ скрытая песня)» | 7:58         |
| Общая длительность: | Общая длительность:     | 40:34        |

I Follow the Moon (2019)
| №   | Название                               | Длительность |
| --- | -------------------------------------- | ------------ |
| 1.  | «I Follow the Moon»                    | 4:03         |
| 2.  | «Bringing Me Down»                     | 3:18         |
| 3.  | «Running From, Running From»           | 3:26         |
| 4.  | «I Gotta Leave»                        | 3:58         |
| 5.  | «In the Darkness (feat. Ksherwoodops)» | 4:57         |
| 6.  | «You Make It Easy»                     | 4:02         |
| 7.  | «Safe Asleep»                          | 3:22         |
| 8.  | «Duele Despertar»                      | 3:27         |
| 9.  | «Where Did You Go?»                    | 3:41         |
| 10. | «Thor the Chocolate Lab»               | 2:49         |
| 11. | «The Only Constant Thing»              | 3:05         |

### Другие сольные произведения
- «I Gotta Leave»
- «Where Did You Go»
- «Duele Despertar»
- «Reignite»
- «Frozen Sleep»
- «I Follow the Moon»
- «Vokul Fen Mah»
- «Thor the Chocolate Lab»

### Каверы и композиции других авторов
| Название                            | Автор(ы)                       | Совместное исполнение       |
| ----------------------------------- | ------------------------------ | --------------------------- |
| The Dragonborn Comes                | Джереми Соул                   |                             |
| Age of Agression                    | Джереми Соул                   |                             |
| Age of Opression                    | Джереми Соул                   |                             |
| Noche de Paz                        | Франц Грубер, Йозеф Мор        |                             |
| Legends of the Frost                | Miracle of Sound               | Miracle of Sound            |
| Through the Night                   | Алекс Пфеффер                  |                             |
| Tale of Tongues                     | Джереми Соул                   |                             |
| Fear Not This Night                 | Джереми Соул                   |                             |
| Rains of Castamere                  | Рамин Джавади                  |                             |
| Shadows                             | Остин Винтори                  |                             |
| Misty Mountains                     | Говард Шор                     |                             |
| Where Are We Going?                 | Кевин Шервуд и Джеймс МакКоули |                             |
| Beauty of Dawn                      | ESO Writing Team               |                             |
| Always Running                      | Кевин Шервуд                   |                             |
| Leliana’s Song                      | Инон Зур                       |                             |
| The Banner Saga Medley              | Остин Винтори                  | Тейлор Дэвис, Питер Холленс |
| Three Hearts As One                 | ESO Writing Team               |                             |
| Game of Thrones Theme               | Рамин Джавади                  |                             |
| Baba Yetu                           | Кристофер Тин                  | Питер Холленс               |
| Times Like These                    | Foo Fighters                   |                             |
| The Edge of Night                   | Говард Шор                     |                             |
| Once We Were                        | Инон Зур                       |                             |
| Auld Lang Syne                      | Роберт Бёрнс                   |                             |
| Rise From the Dark                  | Мартин О’Доннелл               |                             |
| Priscilla’s Song — The Wolven Storm | Марчин Пржибилович             |                             |
| Ragnar the Red                      | Джереми Соул                   |                             |
| Awake                               | Джереми Соул                   |                             |
| Silent Night                        | Франц Грубер, Йозеф Мор        |                             |
| My Mother                           | The Chipettes                  |                             |
| The Bard’s Song (In the Forest)     | Blind Guardian                 |                             |
| Sinking Ships                       | Trees of Eternity              |                             |
| Angels We Have Heard on High        | Pentatonix                     |                             |
| May It Be                           | Enya                           |                             |
| The Fields of Ard Skellig           | Марчин Пржибилович             |                             |

| Способ исполнения       |
| ----------------------- |
| Кавер                   |
| Совместный кавер        |
| Совместное исполнение   |
| Приглашённое исполнение |